# 高福平
高福平（1964年5月—），中华人民共和国男性政治人物，吉林省龙井市人。

## 生平
曾任吉林省委办公厅综合一处处长，省委办公厅副主任，省委副秘书长、省委办公厅主任。2013年3月，任中共松原市委书记。2015年5月，升任中共吉林省委常委、省委宣传部部长。2017年12月，他转任吉林省人大常委会党组成员，不过并没有在翌年当选省人大副主任。2018年5月9日，他被吉林省人民政府决定聘任为省政府参事。